# Glypta choristoneurae
Glypta choristoneurae là một loài tò vò trong họ Ichneumonidae.